# Monasterio de Kalenič

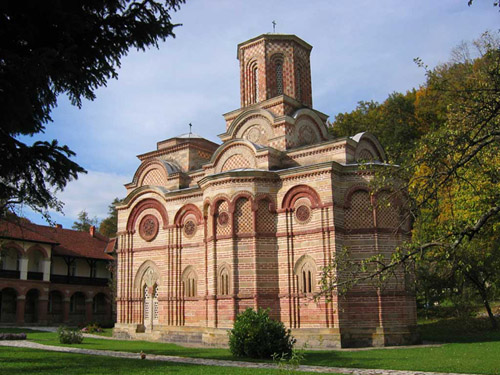
Iglesia del monasterio.

El monasterio de Kalenić (Манастир Каленић en serbio) es un monasterio de la iglesia ortodoxa serbia situado al sur de Kragujevac, en Serbia central. Se fundó por el protovestiarios Bogdan entre 1407 y 1413. Tras repetidos ataques otomanos se abandonó a finales del siglo XVII. Durante la revuelta anti-otomana de 1788-1791 fue incendiado. A finales del siglo XVIII fue vuelto a ocupar por una comunidad monástica, que erigió un nuevo nártex en 1806. En 1979 fue declarado Monumento de Importancia Cultural.
Su katholikon (iglesia principal) consagrado a la Anunciación, es un gran exponente de la escuela arquitectónica morava, como los monasterios de Ravanica, Lazarica y Ljubostinja: ábside trilobulado, nave única con bóveda de cañón y nártex occidental. Los muros exteriores alojan escenas escultóricas (caza con jauría, lucha de Sansón contra la inmortalidad…). Contiene frescos de estilo bizantino similares a los de San Salvador de Cora, con la escena de las bodas de Caná y la representación del fundador, Bogdan, acompañado del déspota Stefan Lazarević y su esposa Milica. Se propuesto la identificación de su autoría con el pintor del Evangelio Radoslav y sus ayudantes.

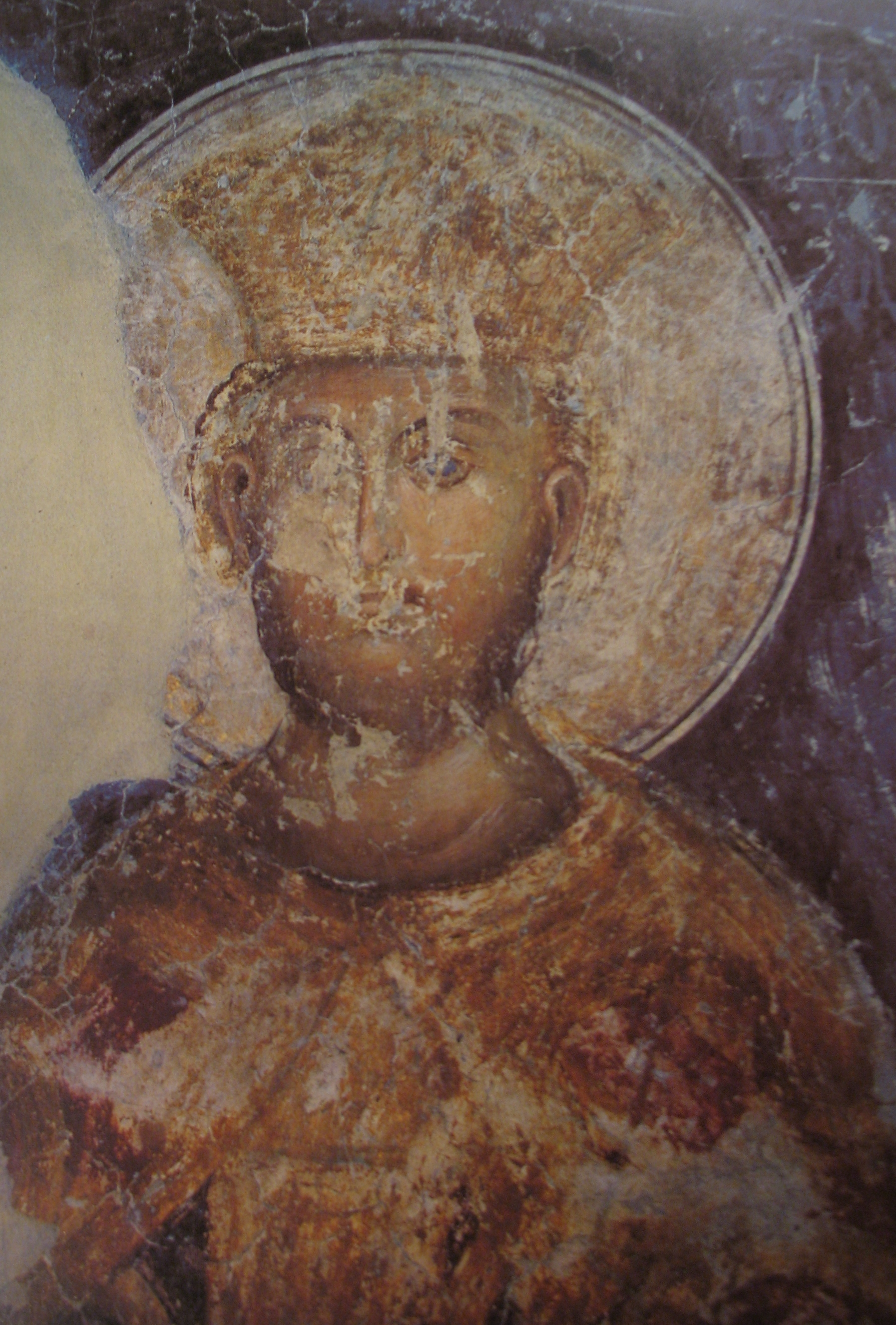
Fresco de Stefan Lazarevic.
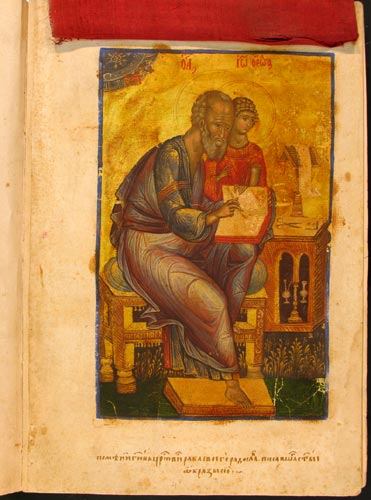
Evangelista Juan, miniatura del Evangelio Radoslav.